# نفق الحب (فلم)
نفق الحب (بالإنجليزية: The Tunnel of Love) هو كوميديا رومانسية أُصدر في 1958. الفيلم من إنتاج مترو غولدوين ماير، وتولّت مترو غولدوين ماير توزيعه، وهو من إخراج جين كيلي، أما السيناريو فكان من كتابة جوزيف فيلدز.

## القصة
تقع أحداث الفيلم في كونيتيكت.

## طاقم التمثيل
- دوريس داي
  - إليزابيث ويلسون  [لغات أخرى]‏
  - Charles Wagenheim [الإنجليزية]‏
  - روبرت وليامز
  - إليزابيث فريزر
  - جيغ يونغ
  - جيا سكالا
  - ريتشارد ويدمارك
  - فرانكلين فارنوم

## وصلات خارجية
- مقالات تستعمل روابط فنية بلا صلة مع ويكي بيانات